# Стшижава
Стшижава (пол. Strzyżawa, нім. Striesau) — село в Польщі, у гміні Домброва-Хелмінська Бидґозького повіту Куявсько-Поморського воєводства.
Населення — 244 особи (2011).
У 1975-1998 роках село належало до Бидгощського воєводства.

## Демографія
Демографічна структура станом на 31 березня 2011 року:
|          | Загалом | Допрацездатний вік | Працездатний вік | Постпрацездатний вік |
| -------- | ------- | ------------------ | ---------------- | -------------------- |
| Чоловіки | 126     | 32                 | 83               | 11                   |
| Жінки    | 118     | 25                 | 74               | 19                   |
| Разом    | 244     | 57                 | 157              | 30                   |